# Нідергаус Володимир Вікторович
Володимир Вікторович Нідергаус (нім. Vladimir Niederhaus; рос. Владимир Викторович Нидергаус; каз. Владимир Викторович Нидергаус; нар. 13 серпня 1967, Кокчетав) — колишній радянський, казахський та російський футболіст німецького походження. Відомий за виступами у алматинському «Кайраті», волгоградському «Роторі», а також у національних збірних Казахстану та Росії. По завершенні виступів на футбольних полях — казахський футбольний функціонер.

## Клубна кар'єра
Володимир Нідергаус народився у Кокчетаві в німецькій сім'ї, і розпочав заняття футболом у місцевій ДЮСШ, де першим його тренером був Сергій Зайцев. Уже з 17 років молодий футболіст показував свої бомбардирські здібності у місцевій команді другої ліги «Торпедо», де за один сезон йому вдалось відзначитись 17 забитими м'ячами у ворота суперників. Проте по закінченні цього сезону Володимиру Нідергаусу довелось іти служити в армію, службу проходив у частині Внутрішніх військ у Волгоградській області, де йому досить рідко доводилось грати у футбол. Після повернення з армії Нідергаусу не вдалось відразу потрапити до заявки команди майстрів, і до початку сезону 1990 року він грав за аматорські команди з Кокчетава, де також показував неабиякі бомбардирські здібності. У 1990 році він повернувся до складу кокчетавської команди майстрів, яка на той час мала назву «Спартак», а наступного року — «Кокшетау». у першому сезоні за кокчетавський професійний клуб Нідергаус відзначився 17 забитими м'ячами. Наступний рік футболіст розпочав у Кокчетаві, проте вже на початку сезону 1991 перейшов до складу алматинського «Кайрату», який на той час грав у першій лізі СРСР. У «Кайраті» Нідергаус також результативно розпочав сезон, і отримав запрошення до московського «Спартака». Після перегляду Володимир Нідергаус отримав уже офіційну пропозицію про перехід, але йому ніхто не гарантував місця в основному складі команди, і також керівництво «Спартака» не мало можливості виділити йому квартиру в Москві. Довідавшись про це, керівництво «Кайрата» зуміло посприяти виділенню для сім'ї Нідергауса 4-кімнатної квартири у центрі Алма-Ати.
У 1992 році, після розпаду СРСР, Нідергаус розпочав виступи у чемпіонаті Казахстану. У першому чемпіонаті Казахстану Володимир Нідергаус зіграв 11 матчів, забив 8 м'ячів, встиг стати чемпіоном країни та володарем Кубку Казахстану (хоча вже не зіграв у фіналі, а грав лише на перших стадіях турніру), і перейшов до складу волгоградського «Ротора». У волгоградській команді казахстанський німець до кінця сезону зумів відзначитись 8 забитими м'ячами у 11 зіграних матчах. Наступні кілька років Нідергаус на пару з Олегом Веретенниковим були основними діючими особами «Ротора» в лінії атаки Нідергаус багато забивав як у чемпіонаті Росії (68 м'ячів у 159 зіграних матчах), так і єврокубках. Особливо важливим є гол, забитий нападником у повторному матчі з «Манчестер Юнайтед», яким він відкрив рахунок у цьому матчі. Матч закінчився з нічийним рахунком 2-2 (останній гол у матчі забив датський воротар англійського клубу Петер Шмейхель після розіграшу штрафного), що дозволило «Ротору» пройти англійський клуб згідно правилу щодо м'ячів, забитих на чужому полі (матч у Волгограді завершився із рахунком 0-0). У чемпіонаті Росії «Ротор» у цей період був постійно серед лідерів, кілька разів реально претендував на чемпіонство, виходив до фіналу Кубка Росії. Особливо близьким до чемпіонства волгоградський клуб був у сезоні 1997 року, проте поступився московському «Спартаку» в боротьбі за чемпіонство. Пізніше Нідергаус дізнався, що результат цього матчу наперед підтасований керівниками обох клубів, після чого вирішив піти з команди.
Відразу після розриву контракту з «Ротором» Володимир Нідергаус отримав запрошення від ізраїльського клубу «Маккабі» з Хайфи. у цій команді Нідергаус провів один сезон, та став володарем Кубку Ізраїлю. Наступний сезон футболіст провів у складі «Маккабі» з Герцлії. У 1999 році після особистого запрошення головного тренера «Ротора» Віктора Прокопенка повернувся до волгоградської команди. Проте «Ротор» у цьому сезоні вже не мав такої сили, як за початку виступів Нідергауса за клуб. Зігравши усього кілька матчів за волгоградців, Володимир Нідергаус повертається до Казахстану, де продовжує виступи за клуб із нової столиці країни — «Женіс». У складі команди досвідчений нападник стає чемпіоном Казахстану та одним із кращих бомбардирів чемпіонату. Після закінчення чемпіонату в Казахстані Володимир Нідергаус виїхав із родиною до своєї історичної Батьківщини — Німеччини, де протягом кількох років грав за нижчолігові клуби, зокрема, «Пройсен Мюнстер», «Бремер-06» та «Вайхе». У 2004 році Нідергаус закінчив виступи на футбольних полях.

## Виступи за збірні
Володимир Нідергаус після розпаду СРСР розпочав виступи у збірній Казахстану, та став автором першого забитого м'яча в історії збірної в її першому матчі, в якому вона обіграла збірну Туркменістану з рахунком 1-0. У 1992 році Нідергаус до переходу в «Ротор» зіграв 3 товариські матчі у складі казахської збірної.
Після переходу до російського клубу Володимир Нідергаус отримав також і російське громадянство, проте він тривалий час не викликався до збірної Росії. На думку самого футболіста, причиною цього було те, що він грав у клубі не з Москви. у 1994 році футболіст зіграв один товариський матч у складі російської збірної проти збірної Австрії, ще один неофіційний матч Нідергаус зіграв за збірну Росії проти збірної світу.
У 2000 році Володимир Нідергаус повернувся до складу збірної Казахстану, та зіграв у її складі один товариський матч проти збірної Саудівської Аравії. Цей матч для футболіста став останнім у футболці національної збірної.

## Після завершення кар'єри футболіста
Після завершення виступів на футбольних полях Володимир Нідергаус розпочав кар'єру футбольного функціонера. З 2005 року колишній футболіст розпочав роботу на посаді технічного директора своєї колишньої команди «Ротор», пізніше працював начальником команди та генеральним директором. У 2007 році Нідергаус призначений спортивним директором «Шахтаря» із Караганди. Проте на цій посаді Володимир Нідергаус виявився втягнутий у гучний скандал, пов'язаний з імовірним підкупом футболістів команди «Окжетпес» функціонерами карагандинської команди. У результаті цього скандалу футбольна федерація Казахстану заборонила Нідергаусу здійснення будь-якої діяльності, пов'язаної з футболом, на 36 місяців, а пізніше й на 60 місяців. Щоправда, пізніше йому вдалось частково виправдатися, і строк його дискваліфікації був знижений до 6 місяців, а після заяви на прес-конференції 17 березня 2009 року, у якій він погодився із попереднім рішенням федерації, усі звинувачення з Нідергауса було знято. У 2010 році Нідергаус був призначений спортивним директором «Локомотива» з Астани. У кінці 2010 року Нідергаус повернувся до роботи спортивного директора у карагандинський «Шахтар». У 2012 році Володимир Нідергаус був призначений керівником департаменту збірних команд Федерації Футболу Казахстану. На цій посаді колишній нападник працював близько трьох років, були чутки про його призначення президентом волгоградського «Ротора», проте у травні 2015 року Нідергауса звільнили із посади директора департаменту за незадовільні результи роботи. У грудні цього ж року Володимир Нідергаус перейшов на посаду виконавчого директора карагандинського «Шахтаря», проте вже у кінці січня 2016 року він подав у відставку за станом здоров'я. З липня 2017 до кінця 2018 року Нідергаус працював спортивним директором костанайського «Тобола». У 2019 році він продовжував працювати виконавчим директором клубу. У 2020 році Володимир Нідергаус працював у комітеті національних збірних Казахстанської федерації футболу. З 2021 року Нідергаус працює спортивним директором білоруського футбольного клубу «Шахтар» (Солігорськ).

## Особисте життя
Володимир Нідергауз одружений. із дружиною познайомився відразу після повернення з армії. Дружина Володимира Нідергауса працює кондитером у Німеччині, у подружжя є син і дочка, які працюють у бізнесі в Німеччині.

## Досягнення
- Чемпіон Казахстану: 1992, 2000
- Володар Кубка Казахстану: 1992
- Володар Кубка Ізраїлю: 1997–1998